# ببعی قهرمان
ببعی قهرمان یک فیلم سینمایی پویانمایی ایرانی به تهیه کنندگی محمدمهدی مشکوری، کارگردانی حسین صفارزادگان و میثم حسینی و نویسندگی مقداد اخوان محصول سال ۱۴۰۱ سازمان هنری اوج است که در چهل و دومین دوره جشنواره بین‌المللی فیلم فجر اکران شد. این انیمیشن ابتدا قرار بود در چهل و یکیمن جشنواره فیلم فجر رونمایی شود. ببعی در آرزوی پرواز برگرفته از سریال انیمیشنی دوبعدی ببعی و ببعو است که جزو آثار پرمخاطب شبکهٔ پویا بوده و از سال ۱۳۹۷ تا ۱۴۰۰ پخش شده است. این انیمیشن همچنین پس از فهرست مقدس و پسر دلفینی سومین انیمیشن سینمایی ساخته سازمان اوج است.این فیلم ۴ مهر ۱۴۰۳ بر روی پرده سینما رفت.
این انیمیشن در نخستین اکران بین‌المللی خود در کشور قزاقستان، با دوبله روی پرده سینما می‌رود. ببعی در آرزوی پرواز یک فیلم سینمایی پویانمایی سه‌بعدی ایرانی به تهیه کنندگی محمد مهدی مشکوری، کارگردانی حسین صفارزادگان و میثم حسینی و نویسندگی مقداد اخوان محصول سال ۱۴۰۱ سازمان هنری اوج است که در چهل و دومین دوره جشنواره بین‌المللی فیلم فجر اکران شد.

## گویندگان
آرزو آفری، محمدرضا صولتی، شراره حضرتی، نصرالله مدقالچی، ژرژ پطروسی، حامد عزیزی، حامد بهداد، حمید محمدی، رزیتا یاراحمدی، هومن خیاط، امیر منوچهری، مهرخ افضلی، شیلا آژیر، صنم نکواقبال، آرزو روشناس، مجتبی فتح اللهی، نازنین یاری، علی باقرلی، خشایار شمشیرگران، سارا جواهری، سعید پورشفیعی، سامان مظلومی، عاطفه شکوری، مهدی یار محمدی، حمید سربندی و امیرحسین رستمی هستند.

## داستان
ببعی که همیشه مجلات جغد قهرمان دربارهٔ پرواز را می‌خواند در سر رؤیای پرواز دارد و می‌خواهد مانند یک پرنده پرواز کند…

## بازخورد
ببعی قهرمان نقدهای ترکیبی دریافت کرد. 
کیهان نوشت ««ببعی قهرمان» به رویاپردازی و تلاش برای تبدیل آرزوها به واقعیت می پردازد، اما در این پویانمایی، هیچ نشانی از فرهنگ، هویت و ملیت ما وجود ندارد. یعنی انگار داستان این کارتون در یک کشور دیگر اتفاق افتاده و اصلا معلوم نیست که این کارتون، یک محصول فرهنگی متعلق به ایران است!». جوان در نقدی مشابه بیان کرد «شبکه پویا مدت‌ها کارتون ببعی را برای بچه‌ها پخش می‌کرد که دارای نکات تربیتی بود، اما سبک زندگی و مدل شخصیت‌های این کارتون اصلاً ایرانی نیست، چه برسد به اسلامی. حالا چند وقتی است از این انیمیشن فیلم سینمایی به نام «ببعی قهرمان» ساخته شده که شبکه‌های پویا و امید بسیار هم آن را تبلیغ می‌کنند.». 
اعتماد اما از این انیمیشن تعریف کرد و نوشت «ببعی قهرمان را می‌توان یک اثر خوشرنگ و لعاب و موزیکال دانست که موفق شده نظر مخاطبان کودک را به خود جلب کند و آنها راضی از سالن‌های سینما خارج شوند».
ببعی قهرمان در گیشه با استقبال مخاطبان مواجه شد. این فیلم در ۳۰ روز ابتدایی اکران خود ۳۰ میلیارد تومان فروخت. این انیمیشن همچنین با عبور از فروش ۶۳ میلیارد تومانی، رکورد پرفروش‌ترین انیمیشن تاریخ سینمای ایران را شکست.

### جوایز و نامزدی‌ها
- برنده پروانه زرین بهترین پویانمایی از سی و ششمین جشنواره بین‌المللی فیلم‌های کودکان و نوجوانان[۱۹]